# Gioacchino Mecheri
Gioacchino Mecheri (Velletri, 4 agosto 1876 – 1º febbraio 1942) è stato un avvocato, produttore cinematografico e politico italiano.
Fu deputato del Regno d'Italia nella XXV legislatura.